# Пријатељи (филм из 1967)
„Пријатељи” је југословенски и хрватски телевизијски филм из 1967. године. Режирао га је Звонимир Бајсић који је написао и сценарио.

## Улоге
| Глумац       | Улога  |
| ------------ | ------ |
| Перо Квргић  | Петрус |
| Јосип Мароти | Јозића |
| Иван Шубић   | Ивек   |
| Мила Качић   | Тонка  |